# IQ48
IQ48 – białoruski zespół muzyczny tworzący w stylu „pozytywny funk-rap-core”, śpiewający w językach białoruskim i rosyjskim.

## Historia
Jesienią 2001 roku powstał duet muzyczny w składzie: Pawieł „Frejd” Zyhmantowicz – wokal i Jauhien „Buza” Buzouski – gitara. Jako oficjalną datę powstania zespołu przyjmuje się kwiecień 2003 roku, kiedy do duetu dołączyli: basista Kanstancin Kalesnikau (wcześniej w grupach Leprikonsy i Zygimont Waza) oraz perkusista Anton „Satana” Maculewicz (wcześniej grupa Twar). Jesienią tego samego roku dołączył do nich saksofonista Iwan Zujeu. W 2004 roku z zespołem występowali: wokalista Alaksandr „Esz” Rakawiec i reżyser dźwięku Anton Stauski. Na początku 2004 roku lider grupy Pawieł Zyhmantowicz rozpoczął karierę solową. Na początku 2007 roku w jej skład wchodzili: Alaksandr Rakawiec, Kanstancin Kalesnikau, Dz. Dzierawianka, Ja. Buzouski, A. Maculewicz.

## Dyskografia

### Albumy
- Sorok vosiem popugajew (demo, 2002);
- Warjaty (wyd. „West Records”, 2005)[1];
- Heroi! (wyd. „West Records”, 2008).

### Pojedyncze utwory
- Kumba (w składance Wiza N.R.M., wyd. BMAgroup, 2003);
- Tapoli (w składance Nasza muzyka, wyd. Arlo Music, 2003);
- Tolan, powier′ (w składance Fuck The Show-business, 2003);
- Moj klon (w składance Hardcore manija: czadu!, wyd. BMAgroup, 2002);
- Światło u ciemry (w składankach Dychać!, wyd. Huki i malunki, 2006; Premjer Tuzin 2006, wyd. West Records, 2006);
- Schawanaje serca (w składance Basowiszcza XVII, 2007)[1].

## Nagrody
- Nagroda Białoruskiego Zrzeszenia Studentów Polski, festiwal Basowiszcza, 2003[1].